# Rhamnus globosa
Rhamnus globosa là một loài thực vật có hoa trong họ Táo. Loài này được Bunge miêu tả khoa học đầu tiên năm 1833.